# 向井正也
向井正也（むかい まさや、1918年9月15日 - 2014年5月13日）は、大阪府交野市生まれの西洋建築史家、神戸大学名誉教授。位階は従四位。

## 概略

### 来歴・人物
- 1918年　大阪府交野市に生まれる。
- 父は図案家の向井寛三郎。
- 1944年　京都大学在学中に応召、大阪師団司令部勤務。
- 1945年　戦傷・復員、同年京都大学建築学科卒業、同建築学教室勤務（助手）。
- 1950年　京都市立美術大学（現・京都市立芸術大学）助教授。
- 1965年　神戸大学工学部建築学科助教授。
- 1966年　神戸大学大学院工学研究科教授。助手は建築家の毛綱毅曠。
- 1982年　神戸大学名誉教授
- BCS賞審査員を歴任。
- 過去にトヨタ自動車のカーデザインも手がける。
- 2014年　死去。叙従四位。

## 主な出版物
- 1956年『京都市立美術大学研究紀要』
- 1961年『近代主義の建築論的研究』
- 1961年『世界建築全集. 第9』
- 1979年『日本建築・風景論』
- 1983年『モダニズムの建築』
- 1997年『建築ジャーナル. (別冊)』

## 交友関係者
- 毛綱毅曠
- 渡辺豊和
- 安藤忠雄